# 関東鉄鋼短期大学
関東鉄鋼短期大学（かんとうてっこうたんきだいがく）は、千葉県千葉市園生町において1963年に設置計画があったものの開学しなかった日本の私立短期大学である。詳細は後述。

## 概要
- 千葉県千葉市[注釈 2]に設置される予定のあった日本の私立短期大学で、その計画元は学校法人鉄鋼短期大学。
- 1961年5月頃よりその設立を決定[3]。
- 1961年7月頃に、建設地を確保する[2]。
- 1963年の開学を目指すことを決定する[注釈 1]。
- その後、予定よりも遅れながらも開学を目指すが、1963年8月、諸般の事情により工事を中止することとなり[4]、開学には至らず、その後は再申請もなし[注 1]。

## 設置予定地
- 千葉県千葉市園生町[注釈 2]。

## 設置予定だった学科
- 機械科 入学定員105名[2]
- 電気科 入学定員70名[2]
- 冶金科 入学定員35名[2]